# 中国书籍出版社
中国书籍出版社（英語：China Book Publishing House），是一家中华人民共和国出版社，总部位于北京市西城区西绒线胡同甲7号。

## 概述
中国书籍出版社成立于1986年9月8日，是新闻出版署直属的中国出版科学研究所主办的专业性出版社。主要出书范围包括国内外有关出版发行科学研究的学术著作，出版发行方面的教材、工具书、史料、人物传记、普及性读物等。